# Drie grijsaards in het land van Aran
Drie grijsaards in het land van Aran is het derde stripalbum uit de Thorgal-reeks.
Het verhaal verscheen voor het eerst in het stripblad Tintin/Kuifje in 1979. Het verhaal verscheen als album voor het eerst bij uitgeverij Le Lombard in 1981. Het album is getekend door Grzegorz Rosiński met scenario van Jean Van Hamme.

## Het verhaal
Thorgal raakt samen met Aaricia verzeild in het land van Aran. Een dwerg, Jadawin, nodigt hen er uit voor een feest. Als Aaricia erin slaagt een halssnoer los te maken met één enkele pijl wordt ze tegen haar wil in koningin van het land. Aaricia wordt meegenomen door Jadawin en de drie welwillenden, de mysterieuze heersers van het land van Aran die in hun kasteel in het meer zonder bodem leven.
Thorgal doet een poging om Aaricia te bevrijden, maar die mislukt. Ondertussen schrijven de welwillenden een wedstrijd uit om de hand van Aaricia en de kroon van het land van Aran. Na een beproeving blijven drie krijgers over, die de verdere proeven mogen uitvoeren. Onder hen is, tot grote woede van Jadawin, Thorgal. De andere twee zijn Karshan de bruut, en de sluwe Volsung von Nichor. Eerst moeten de drie mannen elk een sleutel gaan halen bij de vrouwelijke sleutelwachter in de tweede wereld, hierna moeten ze elk een poort betreden.
Thorgal blijkt de goede gekozen te hebben, en komt weer terecht in het kasteel. Hij merkt tot zijn verbazing dat hij teruggereisd moet zijn in de tijd, en treft er ook de sterk verjongde welwillenden aan. Zij willen hem een drank meegeven die hun toekomstige ikken moet verjongen. Thorgal giet deze drank echter uit, en heft zo de betovering op. Hij komt terug in het heden terecht, en kan maar net het instortende kasteel verlaten met Aaricia.